# 李玉琴
李玉琴（1928年7月15日—2001年4月24日），中國吉林长春人，祖籍山東即墨，汉族。溥仪的妾室。她自称是中国三千年帝制下最后一个禁闭在与世隔绝宫中的牺牲品。

## 生平

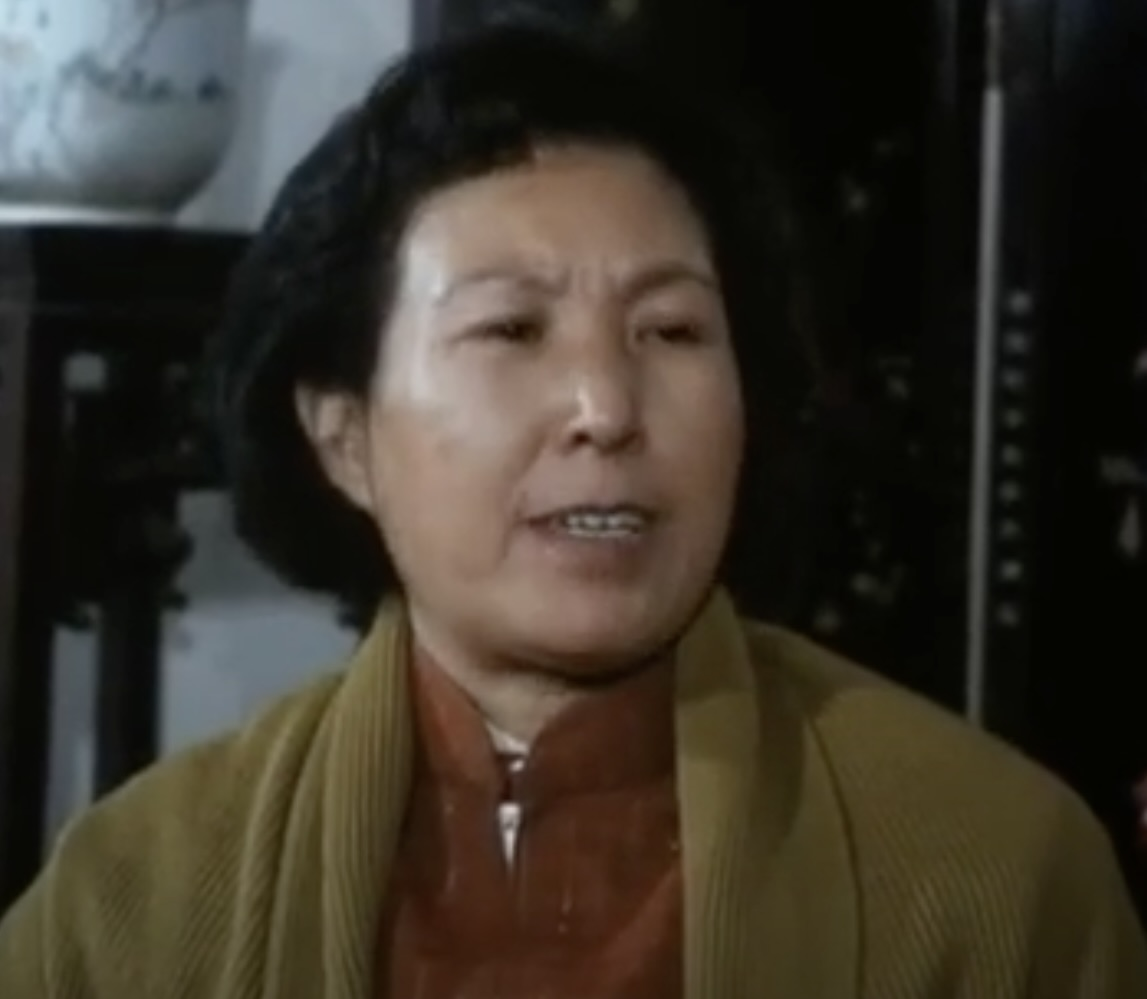
李玉琴於1981年接受北京南海音像出版社訪問

- 1928年7月15日出生在长春郊区的贫苦农民家庭。
- 1943年，刚就读新京南岭女子优级学校一年的李玉琴，被满洲国皇帝溥仪封为福贵人，年方15岁。
- 1945年，日本投降后，她随溥仪逃往吉林省通化市，她和皇后婉容带了毒品逃亡，被东北抗日联军俘获。调查后，在军队要求下，李玉琴写下与溥仪离婚声明，其家人将她领回长春。但是没人有能力把有严重毒瘾的婉容一起带走，婉容只能跟着军队，最后死于毒瘾发作。
- 1956年6月，被调入长春市图书馆工作。
- 1957年5月，与溥仪正式离婚。
- 1958年，与吉林省广播电台工程师黄毓庚结婚，后来生下两个儿子。
- 文化大革命期间，因曾當过溥仪的贵人而受到迫害。为此，在病床上的溥仪为她写证明：他没有给她家人任何特权。
- 2001年4月24日，在患肝硬化6年后，李玉琴在长春逝世，时年73岁，成为溥仪的五位配偶中最后一位逝世的，也是唯一一位活到21世纪的。

## 与溥仪的关系
溥仪在他的自传《我的前半生》中，对李玉琴的描述很少，被一些史学者认为是有意的回避。
“他最初见我时，向我说了好些‘日满一德一心’的话，把我当作了日本人派来的奸细……”（李玉琴，《溥仪离开紫禁城以后》，我做皇娘的日子，第119页）。
1957年5月，李玉琴在抚顺探监时正式向溥仪提出离婚。监狱领导一度劝阻，认为离婚会影响溥仪的改造。后来，她的儿子回忆说“我母亲有权寻找自己的幸福。”

## 其他
2005年8月10日上午9时，李玉琴纪念墓雕在长春息园名人苑举行揭幕仪式。